# Regimi discorsivi
I regimi discorsivi sono un modello narrativo elaborato dallo studioso di semiotica Guido Ferraro. Partendo dalle teorie narrative di Vladimir Propp e Algirdas Julien Greimas, Ferraro individua quattro regimi di narratività, definiti rispettivamente: causale, posizionale, prospettico e multiprospettivo.
L'applicazione di queste categorie è estesa all'ambito pubblicitario e alla semiotica delle culture alimentari.

## Introduzione

### Modello narrativo di Vladimir Propp e Algirdas Julien Greimas
L'opera di Propp, la Morfologia della fiaba (1928), è considerata da molti come il punto di partenza degli studi di teoria della narrazione. Lo studioso dimostra che la struttura della fiaba (oggetto di quest'opera) è la forma narrativa fondamentale e primaria, su cui si basano anche altri racconti. 
Al centro dello studio di Propp, denominato Schema compositivo unitario, un ruolo chiave spetta alle funzioni, definite come «l'operato d'un personaggio determinato dal punto di vista del suo significato per lo svolgimento della vicenda». Gli eventi di una fiaba, anche se diversi (ad esempio la creazione, da parte di una mago, di una barchetta magica o il ritrovamento un anello magico da parte del protagonista) riportano la medesima struttura, poiché essi svolgono lo stesso ruolo e funzione narrativa (la barca e l'anello sono oggetti fondamentali attraverso il quale gli eroi delle rispettive fiabe, riescono a compiere la propria missione). Nello specifico, Propp individua 31 funzioni a cui associa un simbolo.
La teoria della narrazione di Greimas è stata elaborata a partire da una riflessione del modello proposto dal Propp: riprende l'idea dei ruoli funzionali e dei personaggi, definendoli attanti. Lo schema canonico, così definito da Greimas, si suddivide in quattro fasi:
1. Manipolazione/Contratto: fase d'avvio, dove il Destinante stipula un contratto con il Soggetto.
2. Acquisizione di competenze: fase preparatoria dove il Soggetto acquista le capacità e gli strumenti per il compiere l'impresa.
3. Performanza: fase di adempimento dei compiti indicati dal Destinante.
4. Sanzione: fase di riconoscimento delle effettive identità dei vari attori coinvolti nella vicenda, attribuendo ciascuno meriti o demeriti.

### Prospettiva oggettiva e soggettiva
Come sottolinea Ferraro, le narrazioni contengono due storie, diverse e intrecciate: una oggettiva e una soggettiva. La fiaba, ad esempio, ha inizio grazie a una situazione di Mancanza/Danneggiamento (come afferma Propp nella Morfologia della fiaba), che porta l'Eroe ad attivarsi e ad agire, per trovare un oggetto, riparare una situazione o conquistare un bene. L'Eroe (o in termini greimasiani il Soggetto) svolge un compito di tipo Oggettivo, che si conclude con la fase della Rimozione. A questo punto il protagonista si trova ad affrontare nuove difficoltà, che non riguardano più un oggetto o una realtà estranea da trasformare, bensì il suo status e la sua stessa identità. L'Eroe deve dimostrare di essere colui che ha compiuto l'impresa, contrastando le azioni del Falso Eroe, al fine di raggiungere il suo scopo personale: un cambiamento di status (da ragazzino ad adulto, da povero a ricco, ecc.). Una fiaba, dunque, può essere letta in chiave non solo oggettiva ma anche soggettiva, poiché il protagonista non solo risolve un problema (ad esempio conquistare un oggetto, liberare una persona, ecc.), ma conquista una nuova identità. Questo porta Propp ad avanzare l'ipotesi che le fiabe derivino dai riti iniziatici. Portare a termine prove di coraggio e di forza, serve a dimostrare una trasformazione e un cambiamento nel protagonista, il quale passando da uno status adolescenziale a uno adulto, riesce a entrare a far parte del gruppo sociale.
Il rito di iniziazione corrisponde alla messa in scena simbolica del passaggio di status di un individuo, all'interno del proprio gruppo sociale. In molte popolazioni tribali corrisponde al conseguimento della maturità sociale, che avviene in concomitanza con la pubertà.
Quindi la storia Oggettiva corrisponde all'ottenimento di uno strumento da parte dell'Eroe/Soggetto, per esempio un mezzo magico donatogli dal Donatore, necessario per compiere l'impresa. La storia Soggettiva, invece, coincide con l'assunzione da parte del protagonista di nuove capacità e conoscenze, che gli permettono di crescere, e di conseguenza, di formare la propria identità. Questo è il piano che interessa maggiormente a Greimas: infatti, nella sua prospettiva gli elementi del racconto agiscono in vista di obbiettivi da raggiungere. Tuttavia, lo studioso interrompe la costruzione dell'identità in uno dei momenti decisivi per la crescita e il cambiamento del Soggetto, ossia nella fase definita come Performanza, che corrisponde all'azione principale. Invece, Propp nella sua teoria sembra essere più incline a una prospettiva oggettiva, poiché privilegia gli eventi, le azioni trasformatrici, ponendo su un piano secondario la questione dell'interiorità dei personaggi. Il racconto diventa una catena di cause osservabili dall'esterno.

### Componenti "relative" e "assolute"
Oltre la distinzione tra piano oggettivo e soggettivo, ve n'è un'altra: quella tra componenti e valori d'uso e componenti e valori di base. Queste categorie, portate avanti da Greimas e diffuse soprattutto nel campo pubblicitario grazie alle teorie di J.M. Floch, stabiliscono che da un lato un soggetto persegue degli obbiettivi assoluti, ossia fondamentali e finali, dall'altro degli obbiettivi relativi, meri strumenti utili a raggiungere lo scopo finale. Per capire possiamo riprendere l'esempio di Greimas: "la banana che la scimmia cerca di raggiungere è un valore di base, il bastone che la scimmia andrà a cercare per prendere la banana è un valore d'uso". 
Alle narrazioni, che possono avere un carattere oggettivo o soggettivo, è possibile applicare questi valori. Sul piano della storia oggettiva è possibile riscontrare due fasi: una preparatoria, dove l'Eroe conquista un valore strumentale, e una che sussiste nella realizzazione dell'impresa, che mira all'acquisizione degli oggetti desiderati. Quindi nei termini di Greimas, la prima parte corrisponde all'ottenimento di valori d'uso, la cui natura è relativa, la seconda parte al conseguimento di valori esistenziali o di base, dunque entità di valore assoluto. Nello stesso modo, anche nella storia soggettiva riscontriamo due fasi: la prima in cui il soggetto costruisce la sua identità, la seconda in cui mostra tale identità alla comunità d'appartenenza. La prima parte si svolge nel completo isolamento e presenta un carattere assoluto, poiché non c'è nulla di strumentale ma tutto si concentra sul modo d'essere del protagonista. Nella seconda fase si entra in un universo di valori relativi in cui emergono competizione e negoziazione: il soggetto si trova in uno spazio di interazione sociale dove comunica, racconta e dimostra la sua identità, che deve essere riconosciuta dagli altri. Quindi sul piano oggettivo i valori relativi precedono quelli assoluti, nel piano soggettivo invece i valori assoluti precedono quelli relativi.
Alla luce di ciò, se riprendiamo lo Schema compositivo di Propp (che come abbiamo visto è composto da due storie oggettive e soggettive) è possibile distinguere quattro componenti diverse: 
- Oggettiva relativa = l'eroe ottiene gli strumenti per raggiungere gli obiettivi principali.
- Oggettiva assoluta = l'eroe opera per ottenere un determinato stato di cose.
- Soggettiva assoluta = costruzione dell'identità individuale.
- Soggettiva relativa = fase conclusiva, dove l'identità viene contrattata in forma intersoggettiva.

## Tipi di regimi discorsivi
L'opposizione tra visione oggettiva e soggettiva ci permette di capire che è possibile elaborare concezioni della narratività profondamente diverse: infatti un racconto può essere costruito attraverso metodi e modi diversi. Questo porta Ferraro a concepire quattro grandi modelli, o regimi di narratività, che definisce rispettivamente: causale, posizionale, prospettico e multiprospettico. 

### Regime causale
Questo regime si colloca nell'area definita oggettiva-relativa. Concepire il racconto in questa chiave significa vederlo come una serie di eventi concatenati tramite rapporti di causa-effetto. In questo quadro il valore d'ogni cosa dipende dai risultati, questo significa che ciò che si è dipende da ciò che si fa, in un flusso di continua trasformazione. Il regime causale viene usato per una comunicazione impostata su valori pratici, che utilizza un linguaggio asciutto e immagini nitide prive di valori connotativi. Vengono posti in primo piano valori come l'efficacia, la forza e la rapidità. In questi racconti, come afferma Ferraro «non è mai il nome offrire la garanzia, non è mai cos'è a prendere il predominio su che cosa fa». Sono storie che partono da una situazione iniziale, molto spesso negativa (come una macchia difficile da togliere, la cellulite, la stanchezza, ecc.), a cui sussegue un'azione che porta alla risoluzione della situazione negativa.

### Regime posizionale
Questo regime si colloca nell'area definita oggettiva-assoluta. In questo modello le entità in gioco sono definite come esseri statici, che non possono essere modificati da eventi esterni. In questo quadro, il fare è una manifestazione dell'essere: ogni soggetto deve agire in base a ciò che è, in base ad esempio al suo ruolo sociale, alla sua collocazione nella struttura familiare, al suo stato civile, eccetera. Secondo questo regime ogni cosa deve stare al suo posto, per questo è stato nominato posizionale. Al contrario del regime causale, in questo caso, ciò che si è determina ciò che si fa: le azioni che compie un soggetto diventano testimonianza e manifestazione del proprio essere.

### Regime prospettico
Questo regime si colloca nell'area definita soggettiva-assoluta. In questo modello i soggetti compiono delle scelte anticonformiste, che vanno contro le norme sociali. Per questo presenta un'impostazione anti-posizionale perché esistono solo i soggetti, indipendentemente dal contesto, dalle regole, dai ruoli, eccetera. Il regime prospettico basa i suoi discorsi a partire dall'assoluto: niente ha senso se non visto dall'interno di un personaggio, di un programma di azione, di un universo di valori e di sensi. Il soggetto viene posto al centro non perché è colui che attiva un'azione, ma per la sua qualità di essere portatore di una logica e di significati. È un tipo di regime utilizzato nelle narrazioni in cui si vuole coinvolgere direttamente il destinatario, attivando processi di proiezione e identificazione, e nelle pubblicità che vogliono umanizzare prodotti tecnologici. 

### Regime multiprospettico
Questo regime si colloca nel quadrante soggettivo-relativo. L'impostazione multi-prospettica si fonda sulla consapevolezza che le vicende della vita dipendono dall'incrocio di più prospettive soggettive, di più programmi d'azione e di più sistemi di valori. È un regime che applica il meccanismo della seduzione, dove un soggetto intreccia i propri obiettivi con quello degli altri, in modo da convincerli su ciò che lui aveva in partenza desiderato. 

### Regimi discorsivi e valorizzazioni di Jean-Marie Floch
Quando si analizza una pubblicità, i regimi discorsivi vengono posti in continuità con le teorie flochiane. Floch elabora un quadrato semiotico, concependo quali siano i modi in cui si può valorizzare un oggetto pubblicitario. Nello specifico, riprende e mette in contrapposizione la distinzione tra valori d'uso e di base, negazione di valori d'uso e di base, assegnando a ognuno di questi una valorizzazione specifica. 
Le quattro forme di valorizzazione sono:
- Valorizzazione pratica (corrisponde ai valori d'uso e fa riferimento alle caratterisctihe funzionali di un oggetto, il quale può essere maneggevole, confortevole, resistente, ecc.).
- Valorizzazione utopica (corrisponde ai valori di base e richiama i valori esistenziali, come lo spirito di avventura o la ricerca della libertà).
- Valorizzazione critica (corrisponde ai valori di base neganti e si traduce nei rapporti qualità/prezzo o costi/benefici).
- Valorizzazione ludica (corrisponde ai valori d'uso negati ed esalta un prodotto perché è fonte di svago, piacere e divertimento; si concretizza nelle caratteristiche di lusso, gratuità o raffinatezza)[10].

## Applicazioni
I regimi discorsivi possono essere applicati in campo pubblicitario, e lo spot della Nutella analizzato da Guido Ferraro nel libro "Semiotica. Teorie tecniche", ci permette di comprendere in che modo. La pubblicità ha come protagonista un ragazzo giovane, che sente dal suo appartamento la musica proveniente da una festa. In un primo momento sembra esserne infastidito, ma quando una bella ragazza suona alla sua porta con in mano un barattolo vuoto di Nutella, il ragazzo mostra un'espressione di grande soddisfazione, dichiarando che da tempo aspettava questo momento. Infatti si era preparato a questo "grande giorno", facendo scorta nella sua dispensa di barattoli di Nutella. Nella scena finale si realizza il sogno del protagonista: finalmente riesce a prendere parte alla festa, scatenandosi in un ballo con la ragazza ammirata da tempo.
È evidente che la pubblicità da un lato si avvicina al regime causale, perché la Nutella assume un valore strumentale di carattere relativo, dall'altro a un regime posizionale, poiché diventa un elemento di valore assoluto.
I protagonisti della pubblicità sembrano vivere storie diverse; in realtà la ragazza e i suoi amici sono immersi in una socialità: non vivono una storia personale ma un rituale collettivo che ha degli elementi topici, come la musica e la Nutella. La funzione del protagonista è quello di riuscire a prevedere un evento: conosce le regole del gioco sociale e sa che la Nutella ne è una componente fondamentale, tanto che se dovesse venire a mancare la padrona di casa dovrebbe ricorrere al suo aiuto. La Nutella dunque diventa un'entità preziosa per i propri fini. Questo porta a posizionare il ragazzo all'interno di un'ottica multi-prospettica: riesce a intrecciare i diversi programmi d'azione in modo da raggiungere i suoi scopi personali, ossia prendere parte all'evento sociale e ballare con la ragazza. La ragazza, invece, s'inserisce in un quadrante posizionale: agisce per evitare che un evento imprevisto (la mancanza di Nutella) possa turbare l'ordine delle cose. Dal suo punto di vista infatti il mondo è una struttura oggettiva e impersonale dove ogni soggetto ha un ruolo preciso che deve ricoprire (sa perfettamente che il protagonista essendo un adolescente è un consumatore di Nutella). In conclusione la Nutella diventa un elemento di interazione e socializzazione.
Nello stesso modo, i regimi possono essere applicati anche in campo narrativo, come dimostra Ferraro nel suo libro "L'emporio dei segni", dove riporta la favola del corvo e della volpe di Jean de la Fontaine. Nel racconto i due protagonisti, Mastro Corvo e Mastro Volpe, competono per lo stesso pezzo di formaggio ma per ragioni differenti. Volpe lo vuole perché è affamato, Corvo invece utilizza il cibo come mero strumento di esibizione, vuole mostrare agli altri la sua possibilità di disporre dei beni.
Quindi Corvo va inserito in un regime posizionale: sa di occupare una posizione dominante e ritiene che questo debba essere reso noto all'esterno. Dispone di un bene che non ha un valore di base perché non gli serve per placare la sua fame e quindi per nutrirsi, ma per mostrare la sua posizione gerarchica e sociale (ha un valore d'uso). Al contrario Volpe va inserito in un regime multi-prospettico. Oltre a essere un personaggio molto intelligente (infatti sa di essere diverso per posizione, mentalità e conoscenza da Corvo, ed è consapevole che entrambi lotteranno per il formaggio), possiede anche un'altra qualità: la capacità di parlare. Sapendo che l'azione del mangiare e del parlare vengono attuate dal medesimo organo, ossia la bocca, trae in inganno il suo avversario. Corvo si preoccupa di più dell'esteriorità, che dell'interiorità: infatti per manifestare le sue capacità vocali rinuncia al formaggio.